# Boulevard Benoni-Goullin
Pour les articles homonymes, voir Benoni (homonymie) et Goullin.
Le boulevard Benoni-Goullin est une rue de Nantes, en France.

## Situation et accès
Située sur l'île de Nantes, cette artère rectiligne, longue de 570 mètres, relie le boulevard Victor-Hugo au boulevard Gustave-Roch. Sur son tracé, elle rencontre successivement la rue René-Peigné, l'avenue de la Gare-de-Legé et la rue du Scorff.
Entre ces deux dernières voies, une piste cyclable non dénommée longe la ligne de Nantes à Saint-Gilles-Croix-de-Vie pour rejoindre Rezé via le pont ferroviaire de Pirmil.

## Origine du nom

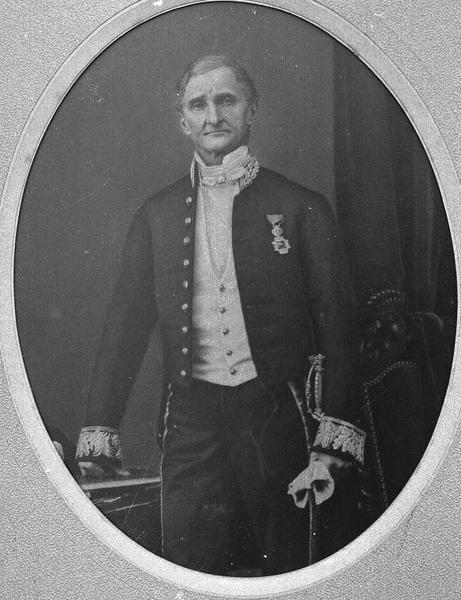
Pierre Benoni Goullin.

en mémoire de Pierre Benoni Goullin (1799-21 mars 1875), négociant nantais né et mort dans cette ville, consul de Belgique, président du Tribunal de commerce de Nantes, membre de la Chambre de commerce et du Conseil municipal de Nantes.

## Historique
Cette voirie fut créée initialement entre le boulevard Gustave-Roch et celui des Antilles pour desservir par le nord les nouveaux quartiers de l'île Sainte-Anne. Elle a été baptisée dès sa création dans les années 1900, « boulevard Benoni-Goullin » (elle allait alors du boulevard Gustave-Roch à celui des Antilles) 
Par la suite, cette artère sera prolongée vers le boulevard Victor-Hugo, s'étendant ainsi sur 1,8 km, l'une des plus longues voiries de la ville.

La construction du marché d'intérêt national (M.I.N), au début des années 1960 et inauguré en 1969, ampute le boulevard de son tracé initial. Les emprises ferroviaires de la gare de l'État débordent également sur l'ex-voirie. Seule, l'extrémité occidentale ainsi isolée est conservée et intégrée à la rue de Saint-Domingue par décision du Conseil municipal de 18 décembre 1972.

Durant la même période, le boulevard est traversé par un double voie ferroviaire par l'intermédiaire d'un pont situé à son extrémité orientale qui permet à la Ligne ferroviaire Nantes - Saint-Gilles-Croix-de-Vie de rejoindre la rive sud du fleuve. Cet aménagement, dont les travaux durèrent deux ans, fut nécessaire afin de supprimer le passage à niveau dans l'ancien tracé de la ligne qui empruntait les boulevards Vincent-Gâche et Babin-Chevaye, et qui constituait un sérieux inconvénient pour la circulation automobile entre les deux rives de la Loire.

### Projet
Dans le cadre du projet de rénovation urbaine mené par l’équipe de maîtrise d'œuvre composée d'uapS (architecte urbaniste) et l'urbaniste Marcel Smets, le transfert du M.I.N dans la banlieue sud de Nantes, à Rezé, permettra de libérer les terrains, afin de prolonger de nouveau le boulevard, lui rendant ainsi une partie de son tracé d'origine. Sur le côté sud sera implanté le nouveau CHU dont l'emprise s'étendra jusqu'à la Loire, tandis que sur son côté nord un immeuble devant accueillir des entreprises dans le domaine des biotechnologies (Bio Ouest) et l'Institut de recherche en santé (IRT2 et IRT Campus) est en cours de construction (livraison prévue au début de l'été 2015). Son extrémité Ouest débouchera sur une artère (baptisée depuis boulevard Simone-Veil) qui reliera le boulevard Léon-Bureau jusqu'au pont des Trois-Continents. L'équipe Smets envisageait déjà d'y faire également circuler une future ligne de transport en commun sur site propre (la future ligne 8 du Busway).

## Bâtiments remarquables et lieux de mémoire
La famille Say, industriels du textile, s'installe à Nantes après une crise du secteur, en 1813. Louis Say rachète une usine de sucre dans le « quartier des Ponts », mais est supplanté et quitte la ville. De retour à Nantes, la famille Say fait édifier une nouvelle usine boulevard Benoni-Goullin en 1936, mais les bâtiments sont détruits lors de la Seconde Guerre mondiale. Un nouvel édifice est reconstruit. En 1973, l'entreprise devient Beghin-Say. L'établissement, qui marque le paysage urbain de ses couleurs bleu et blanc, est repris par le groupe Tereos avant de cesser son activité de raffinage de sucre de canne en 2009, dont il s'agissait de la dernière usine en France. Cependant, les activités de conditionnement y sont toujours effectuées, après que Tereos ait menacé de fermer définitivement le site en 2012.

## Voies liées

### Avenue de la Gare-de-Legé
Cette impasse longue d'environ 200 mètres a été aménagée à la fin des années 1930, à la suite de la démolition de la gare de Legé qui occupait jusqu'alors le terrain,.

### Coordonnées des lieux mentionnés
1. ↑  Piste cyclable : 47° 12′ 02″ N, 1° 32′ 59″ O.
2. ↑  Avenue de la Gare-de-Legé : 47° 12′ 02″ N, 1° 32′ 55″ O.